# 北口榛花
北口榛花（日语：／ Kitaguchi Haruka，1998年3月16日—），日本女子田径运动员，主攻标枪。2023年世界田径锦标赛女子标枪冠军、2024年巴黎奥运会女子标枪金牌得主。北口榛花是日本女子标枪纪录保持者，也是 日本选手在奥运会和世界田径锦标赛女子田赛中唯一的奖牌获得者。

## 早年经历

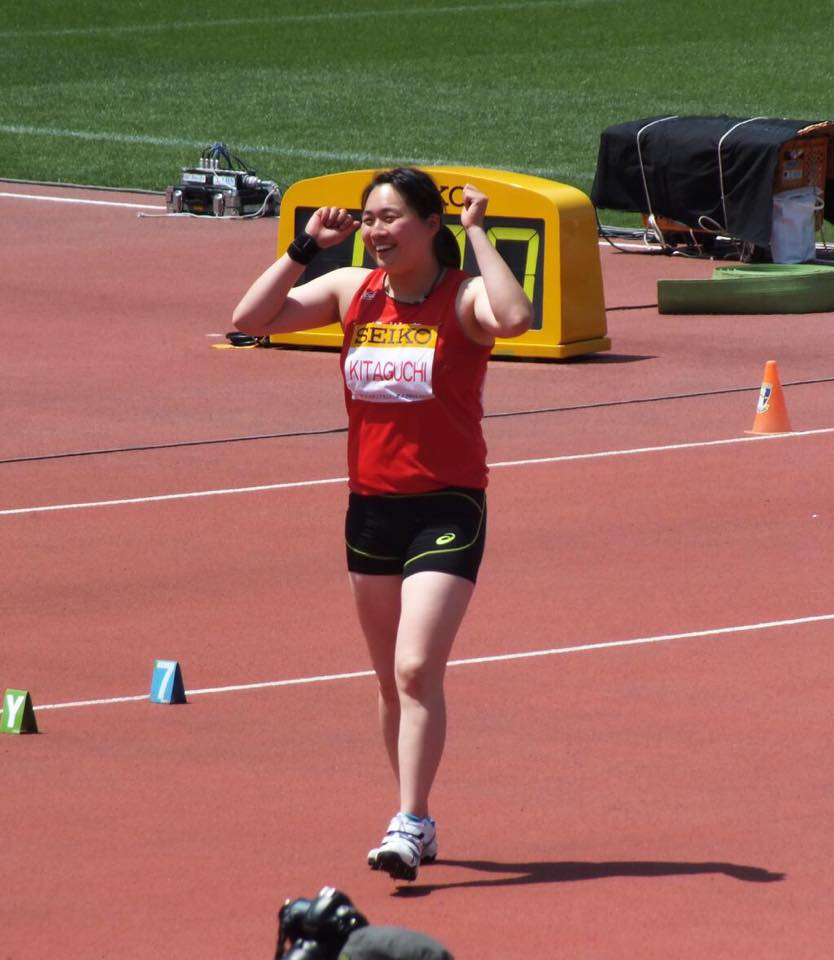
2015年SEIKO黄金大奖赛

北口榛花出生于北海道旭川市，父亲在旭川艺术酒店担任糕点师，母亲曾是一名篮球运动员。她从三岁起开始练习游泳，在北海道教育大学附属旭川小学就读时，曾获得全国小学羽毛球锦标赛团体冠军（曾与山口茜对阵过）。 初中时，她同时练习游泳和羽毛球，并参加过全国游泳比赛。 在北海道旭川东高中，他受到俱乐部顾问松桥昌巳（现任北翔大学教练）的邀请开始参加田径运动。 在标枪项目上仅训练了两个月，她就赢得了北海道锦标赛冠军，并在第二年的全国高中综合运动会上赢得冠军。

## 职业生涯
2015年7月，她在哥伦比亚举行的世界U18田徑錦標賽上担任女子主将，并在女子标枪（500g）比赛中以60米35的成绩夺得金牌。
2016年4月北口榛花进入日本大学体育科学学院竞技体育系就读。在5月的川崎黄金大奖赛中，她投出61.38米的成绩位列日本历史第二，获得第三名。6月在参加全日本锦标赛前，她因右肘韧带受伤而暂停训练，直至2017年康复。 2017年9月，北口榛花在第86届日本大学生田径锦标赛上以60.49米的成绩刷新赛事纪录夺冠。
2018年11月，在芬兰举行的标枪国际研讨会上，她对捷克的青少年教练David Sekerák的教学方法产生了兴趣。尽管她的英语水平不够流利，但她还是通过电子邮件等方式与他沟通。她的热情感动了他，因此在2019年2月，她独自前往捷克学习，为期一个月。此后，为了继续接受塞Sekerák的指导，北口榛花开始学习捷克语。
在2019年5月举行的第6届木南道孝纪念田径大会上，北口榛花在第四投中以63米58的成绩创造了日本历史第二远的记录，紧接着在第五投时投出了64米36，打破了海老原有希保持的63米80的日本纪录。这一成绩也超过了奥运会的参赛标准记录64米00。同年6月，在全日本锦标赛中，她以63米68的成绩刷新了大会纪录，首次获得冠军。但在2019年世界田径锦标赛中以60米84的成绩遗憾的以6厘米之差未能晋级决赛。在10月的北九州田径嘉年华上，她投出了66米00，再次刷新了日本纪录。
2020年4月，她加入日本航空（JAL）。在当年的日本锦标赛上，由于2019冠状病毒病疫情的影响调整不足她意外输给了佐藤友佳。不过，在第二年的日本锦标赛兼东京奥运会选拔赛上夺冠，投出了61米49的成绩，成功入选奥运会。
2021年8月3日，在东京奥运会田径比赛女子标枪的预赛中，北口榛花选手第一投62米06以第六名的成绩进入决赛。这是日本女子选手在奥运会上首次突破60米，而上一次日本选手该项目中晋级决赛还要追溯到1964年东京奥运会的佐藤弘子和片山美佐子，时隔57年创造了历史。此外，由于她的好成绩，北口榛花在赛后兴奋地笑着跳跃，吸引了许多网友在社交媒体上评论称“这里也有笑容”，“非常迷人”。然而，在预赛结束后，她的左侧腹部开始出现疼痛导致训练受到影响。尽管她忍痛参加了6日的决赛，但只以55米42的成绩位列最后一名。赛后她的笑容消失，取而代之的是泪水。
2022年世界田径锦标赛北口榛花以63米27获得铜牌，这是日本女子选手在田径世锦赛田赛的首枚奖牌。
2023年世界田径锦标赛决赛中，北口榛花在最后一投中投出66米73，从第四超到了第一，夺得冠军，这是日本选手世界田径锦标赛女子田赛的首个冠军。同年9月17日，在世界田联钻石联赛总决赛中以63米78获得冠军。这是日本选手首个世界田联钻石联赛总决赛冠军，该项目获得冠军也是亚洲人首次。
在2024年巴黎奥运会女子标枪决赛中，北口榛花的第一投成绩为65米80，此后没有对手能够超越她第一投的成绩，最终获得了金牌。 这是自2004年雅典奥运会以来，再次有日本人获得奥运会田径项目金牌。在同届奥运会上，她还与半井重幸担任了闭幕式旗手。